# Högståsen
Högståsen är ett berg beläget utanför byn Barkhyttan i Hofors kommun i Gävleborgs län. Berget ligger på norra sidan av E16. Högståsen är Barkhyttans högsta punkt med höjden 235 m ö.h..